# Quadraceps birostris
Quadraceps birostris är en insektsart som först beskrevs av Christoph Gottfried Andreas Giebel 1874.  Quadraceps birostris ingår i släktet Quadraceps och familjen fjäderlöss. Inga underarter finns listade i Catalogue of Life.